# Championnat d'Europe féminin de handball 2018
Navigation
Suède 2016 Danemark / Norvège 2020
- Pays de l'EHF participant à l'Euro 2018
- Pays hôte

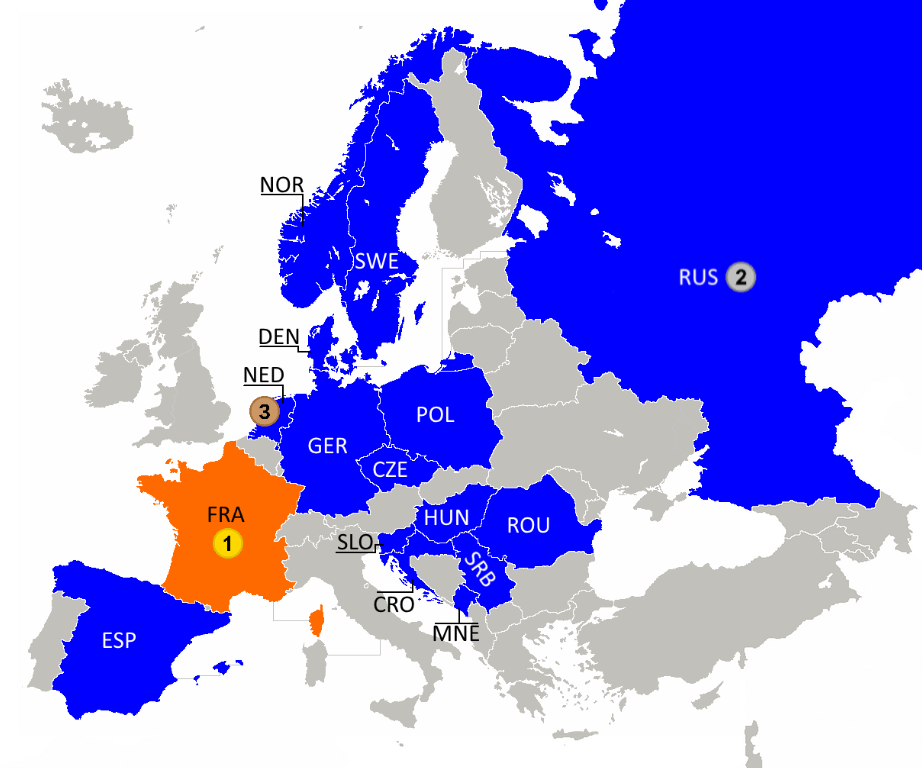
Pays de l'EHF participant à l'Euro 2018
Pays hôte
, et sont les médaillés.

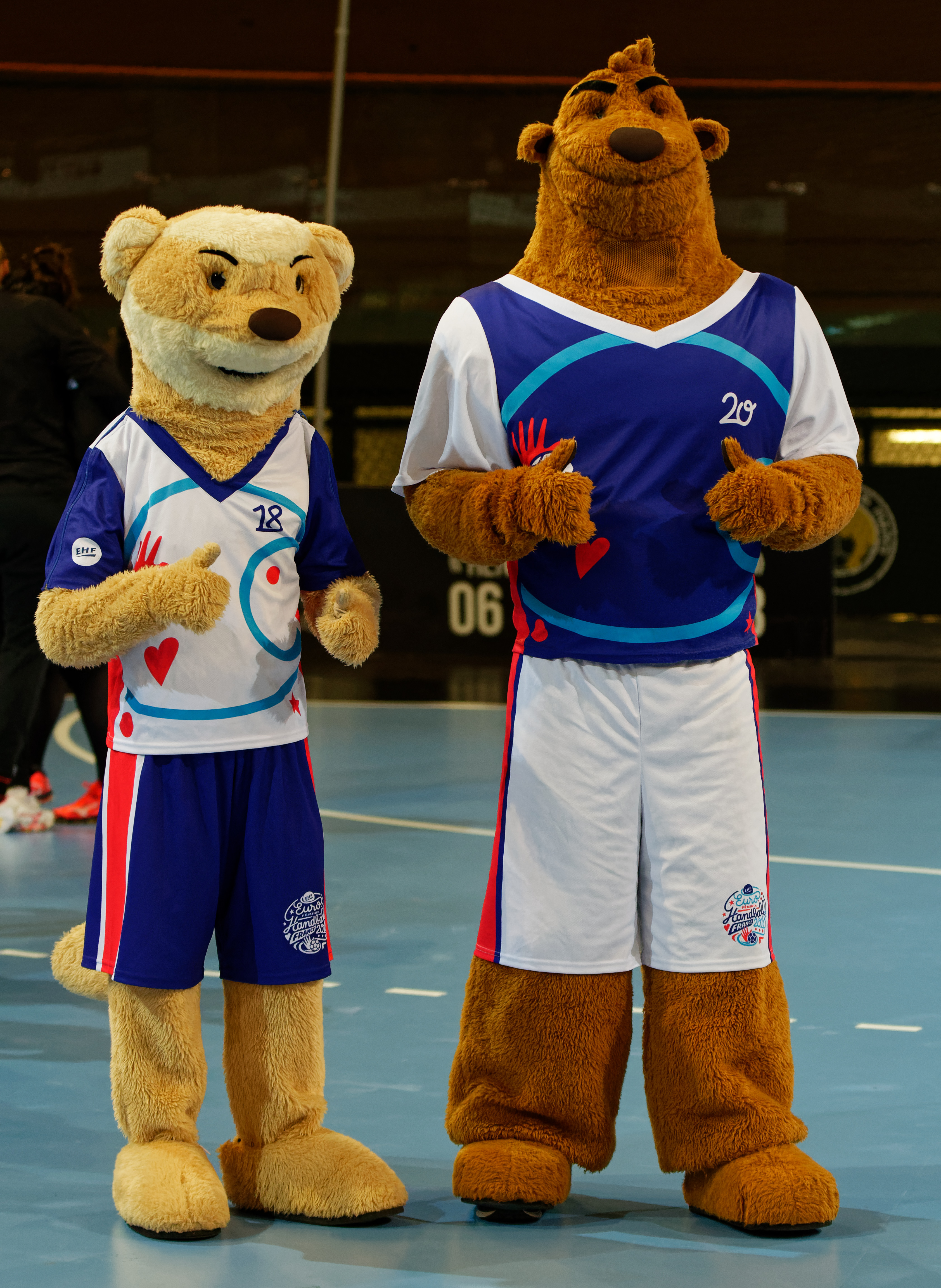
Rok et Koolette, les mascottes de l'Euro 2018.

La 13e édition du Championnat d'Europe féminin de handball se déroule du 29 novembre 2018 au 16 décembre 2018 en France. La France accueille pour la première fois un championnat d'Europe de handball.
La France remporte son premier titre dans la compétition en disposant en finale de la Russie qui l'avait battue lors du match d'ouverture et en finale des Jeux olympiques en 2016. Les Pays-Bas, demi-finaliste des quatre précédentes compétitions internationales, confirme son statut en remportant la médaille de bronze aux dépens de la Roumanie qui a perdu sur blessure en cours de compétition sa star Cristina Neagu. Quant à la Norvège, vainqueur de 6 des 7 dernières éditions de l'Euro, elle doit se contenter de la 5e place et, pour la première fois depuis 2004, elle ne détient plus aucun titre international.

## Présentation

### Lieux de compétition
La compétition se déroule en France à la suite de la décision prise le 21 juin 2014 par la Fédération européenne de handball,. Si la Norvège et l'Ukraine s'étaient initialement montrés intéressés par l'organisation de la compétition, la France était finalement le seul candidat à la veille de la désignation
Cinq villes hôtes et salles ont été désignées par la Fédération française de handball, :
| Nantes                                                                        | Brest                                           | Montbéliard                               | Localisation des villes d'accueil |
| ----------------------------------------------------------------------------- | ----------------------------------------------- | ----------------------------------------- | --- |
| Hall XXL Tours préliminaire et principal Capacité: 8 450                      | Brest Arena Tour préliminaire Capacité: 4 077   | L'Axone Tour préliminaire Capacité: 4 470 | [[Fichier:France location map-Regions and departements-2016.svg\|400px\|{{#if:\|{{{alt}}}\|Championnat d'Europe féminin de handball 2018 est dans la page France .]]Nantes Brest Montbéliard Nancy Paris |
|                                                                               |                                                 |                                           | [[Fichier:France location map-Regions and departements-2016.svg\|400px\|{{#if:\|{{{alt}}}\|Championnat d'Europe féminin de handball 2018 est dans la page France .]]Nantes Brest Montbéliard Nancy Paris |
| Nancy                                                                         | Paris                                           |                                           | [[Fichier:France location map-Regions and departements-2016.svg\|400px\|{{#if:\|{{{alt}}}\|Championnat d'Europe féminin de handball 2018 est dans la page France .]]Nantes Brest Montbéliard Nancy Paris |
| Palais des sports Jean-Weille Tours préliminaire et principal Capacité: 5 220 | AccorHotels Arena Phase finale Capacité: 14 060 |                                           | [[Fichier:France location map-Regions and departements-2016.svg\|400px\|{{#if:\|{{{alt}}}\|Championnat d'Europe féminin de handball 2018 est dans la page France .]]Nantes Brest Montbéliard Nancy Paris |
|                                                                               |                                                 |                                           | [[Fichier:France location map-Regions and departements-2016.svg\|400px\|{{#if:\|{{{alt}}}\|Championnat d'Europe féminin de handball 2018 est dans la page France .]]Nantes Brest Montbéliard Nancy Paris |

Remarques
- Lors du dépôt du dossier auprès de l'EHF en 2014, les sites envisagés étaient Nantes, Brest, Nice et Nîmes pour le tour préliminaire, Metz et Pau pour le tour principal et Paris pour la phase finale[7],[5].
- L'équipe de France évolue à Nancy lors du tour préliminaire puis à Nantes lors du tour principal[10].

### Qualifications
Les phases de qualification durent de juin 2017 à juin 2018.

#### Première phase
Elle se déroule du 9 au 11 juin 2017 avec 6 équipes réparties en deux groupes :
- Groupe A :  Finlande,  Îles Féroé,  Grèce
- Groupe B :  Israël,  Kosovo,  Géorgie

Les Îles Féroé et le Kosovo se sont qualifiés pour participer à la seconde phase de qualification. 

#### Seconde phase
Elle se déroule du 27 septembre 2017 au 3 juin 2018 avec 28 équipes réparties en 7 groupes de 4 équipes :
| Groupe 1 | Groupe 2   | Groupe 3   | Groupe 4 | Groupe 5     | Groupe 6  | Groupe 7    |
| -------- | ---------- | ---------- | -------- | ------------ | --------- | ----------- |
| Norvège  | Monténégro | Suède      | Roumanie | Danemark     | Espagne   | Pays-Bas    |
| Croatie  | Pologne    | Serbie     | Russie   | Rép. tchèque | Allemagne | Hongrie     |
| Ukraine  | Slovaquie  | Macédoine  | Autriche | Slovénie     | Turquie   | Biélorussie |
| Suisse   | Italie     | Îles Féroé | Portugal | Islande      | Lituanie  | Kosovo      |

Le calendrier des matchs est :
- Tours 1 & 2 : Mercredi 27 septembre au dimanche 1er octobre 2017
- Tours 3 & 4 : Mercredi 21 au dimanche 25 mars 2018
- Tours 5 & 6 : Mercredi 30 mai au dimanche 3 juin 2018

Les deux premiers de chaque groupe ainsi que le meilleur troisième rejoignent la France (qualifiée directement en tant que pays organisateur) pour le tournoi final. Pour déterminer l'équipe classée meilleure troisième, seuls les matchs joués contre les équipes classées première et deuxième sont comptés.

### Équipes participantes
Ce tableau liste les équipes qualifiées ainsi que leur participation aux différentes éditions du Championnat d'Europe de 1994 à 2016.
| Pays               | Qualifié en tant que  | Date de la qualification | Apparitions précédentes | Apparitions précédentes | Apparitions précédentes                                                |
| Pays               | Qualifié en tant que  | Date de la qualification | Nb                      | Titres                  | Participations                                                         |
| ------------------ | --------------------- | ------------------------ | ----------------------- | ----------------------- | ---------------------------------------------------------------------- |
| France             | Pays organisateur     | 21 juin 2014             | 9                       | 0                       | 2000, 2002, 2004, 2006, 2008, 2010, 2012, 2014, 2016                   |
| Monténégro         | Vainqueur du Groupe 2 | 24 mars 2018             | 4                       | 1                       | 2010, 2012, 2014, 2016                                                 |
| Danemark           | Vainqueur du Groupe 5 | 24 mars 2018             | 12                      | 3                       | 1994, 1996, 1998, 2000, 2002, 2004, 2006, 2008, 2010, 2012, 2014, 2016 |
| Norvège            | Vainqueur du Groupe 1 | 25 mars 2018             | 12                      | 7                       | 1994, 1996, 1998, 2000, 2002, 2004, 2006, 2008, 2010, 2012, 2014, 2016 |
| Espagne            | Vainqueur du Groupe 6 | 30 mai 2018              | 9                       | 0                       | 1998, 2002, 2004, 2006, 2008, 2010, 2012, 2014, 2016                   |
| Suède              | Deuxième du Groupe 3  | 30 mai 2018              | 10                      | 0                       | 1994, 1996, 2002, 2004, 2006, 2008, 2010, 2012, 2014, 2016             |
| Serbie             | Vainqueur du Groupe 3 | 30 mai 2018              | 6                       | 0                       | 2006, 2008, 2010, 2012, 2014, 2016                                     |
| Allemagne          | Deuxième du Groupe 6  | 30 mai 2018              | 12                      | 0                       | 1994, 1996, 1998, 2000, 2002, 2004, 2006, 2008, 2010, 2012, 2014, 2016 |
| Hongrie            | Vainqueur du Groupe 7 | 31 mai 2018              | 12                      | 1                       | 1994, 1996, 1998, 2000, 2002, 2004, 2006, 2008, 2010, 2012, 2014, 2016 |
| Pays-Bas           | Deuxième du Groupe 7  | 31 mai 2018              | 6                       | 0                       | 1998, 2002, 2006, 2010, 2014, 2016                                     |
| Roumanie           | Vainqueur du Groupe 4 | 31 mai 2018              | 11                      | 0                       | 1994, 1996, 1998, 2000, 2002, 2004, 2008, 2010, 2012, 2014, 2016       |
| Croatie            | Deuxième du Groupe 1  | 3 juin 2018              | 9                       | 0                       | 1994, 1996, 2004, 2006, 2008, 2010, 2012, 2014, 2016                   |
| Russie             | Deuxième du Groupe 4  | 3 juin 2018              | 12                      | 0                       | 1994, 1996, 1998, 2000, 2002, 2004, 2006, 2008, 2010, 2012, 2014, 2016 |
| Pologne            | Deuxième du Groupe 2  | 3 juin 2018              | 5                       | 0                       | 1996, 1998, 2006, 2014, 2016                                           |
| République tchèque | Deuxième du Groupe 5  | 3 juin 2018              | 5                       | 0                       | 1994, 2002, 2004, 2012, 2016                                           |
| Slovénie           | Meilleur 3e           | 3 juin 2018              | 5                       | 0                       | 2002, 2004, 2006, 2010, 2016                                           |

Remarque : en gras et en italique sont indiqués respectivement le champion et le pays hôte de l'édition concernée.

### Modalités
Les seize équipes qualifiées sont réparties dans 4 groupes de 4 équipes : les trois premières équipes de chaque groupe sont qualifiées pour le tour principal. Les douze équipes sont ensuite réparties dans 2 groupes de 6 équipes : les deux premiers classés de chaque groupe sont qualifiés pour les demi-finales croisées tandis que les troisièmes disputent un match pour la 5e place.
Les 3 premières équipes (non déjà qualifiées) sont qualifiées pour le championnat du monde 2019 et le vainqueur est directement qualifié pour les Jeux olympiques de 2020 au Japon.

### Arbitres
L'EHF a dévoilé la liste des douze paires d'arbitres de la compétition le 4 octobre 2018
.
| - Ana Vranes et Marlis Wenninger - Dalibor Jurinović et Marko Mrvica - Karina Christiansen et Line Hansen - Charlotte et Julie Bonaventura - Michalis Tzaferopoulos et Andreas Bethmann - Péter Horváth et Balázs Márton | - Igor Covalciuc et Alexei Covalciuc - Cristina Năstase et Simona Raluca Stancu - Viktoria Alpaidze et Tatyana Berezkina - Aleksandar Pandžić et Ivan Mošorinski - Andreu Marín et Ignacio García Serradilla - Maria Bennani et Safia Bennani |

### Tirage au sort
Le tirage au sort des groupes du tour préliminaire s'est déroulé le 12 juin 2018 à la Maison de la Radio (à Paris). Il a été réalisé par quatre joueuses internationales, Line Jørgensen (Danemark), Jessy Kramer (Pays-Bas), Silje Solberg (Norvège) et Blandine Dancette (France), sous la houlette de Michael Wiederer (président de l'EHF), de Sylvie Pascal-Lagarrigue (présidente du comité d'organisation EHF EURO 2018) et de Joël Delplanque (président de la Fédération française de handball).

## Tour préliminaire
- Qualifié pour le tour principal
- Éliminé

|   | Équipe   | Pts | J | G | N | P | Bp | Bc | Diff | Dép |
| - | -------- | --- | - | - | - | - | -- | -- | ---- | --- |
| 1 | Serbie   | 4   | 3 | 2 | 0 | 1 | 84 | 73 | 11   | +4  |
| 2 | Suède    | 4   | 3 | 2 | 0 | 1 | 74 | 73 | 1    | 0   |
| 3 | Danemark | 4   | 3 | 2 | 0 | 1 | 83 | 80 | 3    | -4  |
| 4 | Pologne  | 0   | 3 | 0 | 0 | 3 | 69 | 84 | -15  | —   |

| 30 nov - 18h00 | Serbie   | 33 | 26 | Pologne  |
| 30 nov - 21h00 | Danemark | 30 | 29 | Suède    |
| 2 déc - 15h00  | Pologne  | 21 | 28 | Danemark |
| 2 déc - 18h00  | Suède    | 22 | 21 | Serbie   |
| 4 déc - 18h00  | Suède    | 23 | 22 | Pologne  |
| 4 déc - 21h00  | Danemark | 25 | 30 | Serbie   |

|   | Équipe     | Pts | J | G | N | P | Bp | Bc | Diff | Dép  |
| - | ---------- | --- | - | - | - | - | -- | -- | ---- | ---- |
| 1 | Russie     | 4   | 3 | 2 | 0 | 1 | 77 | 75 | 2    | 2 p. |
| 2 | France     | 4   | 3 | 2 | 0 | 1 | 78 | 67 | 11   | 0 p. |
| 3 | Monténégro | 2   | 3 | 1 | 0 | 2 | 79 | 81 | -2   | 2 p. |
| 4 | Slovénie   | 2   | 3 | 1 | 0 | 2 | 82 | 93 | -11  | 0 p. |

| 29 nov - 21h00 | France     | 23 | 26 | Russie     |
| 30 nov - 21h00 | Monténégro | 36 | 32 | Slovénie   |
| 2 déc - 15h00  | Slovénie   | 21 | 30 | France     |
| 2 déc - 18h00  | Russie     | 24 | 23 | Monténégro |
| 4 déc - 18h00  | Russie     | 27 | 29 | Slovénie   |
| 4 déc - 21h00  | France     | 25 | 20 | Monténégro |

|   | Équipe   | Pts | J | G | N | P | Bp | Bc | Diff |
| - | -------- | --- | - | - | - | - | -- | -- | ---- |
| 1 | Pays-Bas | 6   | 3 | 3 | 0 | 0 | 90 | 75 | 15   |
| 2 | Hongrie  | 4   | 3 | 2 | 0 | 1 | 81 | 72 | 9    |
| 3 | Espagne  | 2   | 3 | 1 | 0 | 2 | 78 | 78 | 0    |
| 4 | Croatie  | 0   | 3 | 0 | 0 | 3 | 59 | 83 | -24  |

| 1er déc - 15h00 | Hongrie  | 25 | 28 | Pays-Bas |
| 1er déc - 18h00 | Espagne  | 25 | 18 | Croatie  |
| 3 déc - 18h00   | Croatie  | 18 | 24 | Hongrie  |
| 3 déc - 21h00   | Pays-Bas | 28 | 27 | Espagne  |
| 5 déc - 18h00   | Pays-Bas | 34 | 23 | Croatie  |
| 5 déc - 21h00   | Hongrie  | 32 | 26 | Espagne  |

|   | Équipe       | Pts | J | G | N | P | Bp | Bc | Diff |
| - | ------------ | --- | - | - | - | - | -- | -- | ---- |
| 1 | Roumanie     | 6   | 3 | 3 | 0 | 0 | 91 | 75 | 16   |
| 2 | Allemagne    | 4   | 3 | 2 | 0 | 1 | 87 | 89 | -2   |
| 3 | Norvège      | 2   | 3 | 1 | 0 | 2 | 86 | 81 | 5    |
| 4 | Rép. tchèque | 0   | 3 | 0 | 0 | 3 | 73 | 92 | -19  |

| 1er déc - 15h00 | Norvège      | 32 | 33 | Allemagne    |
| 1er déc - 18h00 | Roumanie     | 31 | 28 | Rép. tchèque |
| 3 déc - 18h00   | Allemagne    | 24 | 29 | Roumanie     |
| 3 déc - 21h00   | Rép. tchèque | 17 | 31 | Norvège      |
| 5 déc - 18h00   | Allemagne    | 30 | 28 | Rép. tchèque |
| 5 déc - 21h00   | Norvège      | 23 | 31 | Roumanie     |

## Tour principal

### Légende
- Qualifié pour les demi-finales
- Qualifié pour le match pour la 5e place
- Éliminé

### Groupe I
|   | Équipe     | Pts | J | G | N | P | Bp  | Bc  | Diff | Dép  |
| - | ---------- | --- | - | - | - | - | --- | --- | ---- | ---- |
| 1 | Russie     | 8   | 5 | 4 | 0 | 1 | 141 | 131 | 10   | —    |
| 2 | France     | 7   | 5 | 3 | 1 | 1 | 136 | 118 | 18   | —    |
| 3 | Suède      | 5   | 5 | 2 | 1 | 2 | 139 | 132 | 7    | —    |
| 4 | Danemark   | 4   | 5 | 2 | 0 | 3 | 123 | 143 | -20  | 2 p. |
| 5 | Monténégro | 4   | 5 | 2 | 0 | 3 | 124 | 128 | -4   | 0 p. |
| 6 | Serbie     | 2   | 5 | 1 | 0 | 4 | 131 | 142 | -11  | —    |

| 6 déc - 18h00  | Danemark | 23 | 29 | France     |
| 6 déc - 21h00  | Suède    | 28 | 30 | Monténégro |
| 9 déc - 15h00  | Suède    | 21 | 21 | France     |
| 9 déc - 18h00  | Serbie   | 25 | 29 | Russie     |
| 10 déc - 18h00 | Danemark | 21 | 32 | Russie     |
| 10 déc - 21h00 | Serbie   | 27 | 28 | Monténégro |
| 12 déc - 15h45 | Danemark | 24 | 23 | Monténégro |
| 12 déc - 18h00 | Suède    | 39 | 30 | Russie     |
| 12 déc - 21h00 | Serbie   | 28 | 38 | France     |

### Groupe II
|   | Équipe    | Pts | J | G | N | P | Bp  | Bc  | Diff | Dép |
| - | --------- | --- | - | - | - | - | --- | --- | ---- | --- |
| 1 | Pays-Bas  | 8   | 5 | 4 | 0 | 1 | 128 | 126 | 2    | —   |
| 2 | Roumanie  | 6   | 5 | 3 | 0 | 2 | 140 | 132 | 8    | +6  |
| 3 | Norvège   | 6   | 5 | 3 | 0 | 2 | 155 | 131 | 24   | +5  |
| 4 | Hongrie   | 6   | 5 | 3 | 0 | 2 | 139 | 146 | -7   | -11 |
| 5 | Allemagne | 4   | 5 | 2 | 0 | 3 | 132 | 137 | -5   | —   |
| 6 | Espagne   | 0   | 5 | 0 | 0 | 5 | 127 | 149 | -22  | —   |

| 7 déc - 18h00  | Espagne  | 23 | 29 | Allemagne |
| 7 déc - 21h00  | Hongrie  | 25 | 38 | Norvège   |
| 9 déc - 15h00  | Hongrie  | 26 | 25 | Allemagne |
| 9 déc - 18h00  | Pays-Bas | 29 | 24 | Roumanie  |
| 11 déc - 18h00 | Espagne  | 25 | 27 | Roumanie  |
| 11 déc - 21h00 | Pays-Bas | 16 | 29 | Norvège   |
| 12 déc - 15h45 | Espagne  | 26 | 33 | Norvège   |
| 12 déc - 18h00 | Hongrie  | 31 | 29 | Roumanie  |
| 12 déc - 21h00 | Pays-Bas | 27 | 21 | Allemagne |

## Phase finale
La phase finale se déroule à l'AccorHotels Arena de Paris. Aucune des quatre équipes qualifiées n’a alors emporté ce titre. Il est dès lors certain que le champion sera inédit.
|  | Demi-finales            | Demi-finales            |                        |    | Finale                  | Finale                  |
|  | Demi-finales            | Demi-finales            |                        |    | Finale                  | Finale                  |
|  |                         |                         |                        |    |                         |                         |
|  | 14 décembre 2018, 17h30 | 14 décembre 2018, 17h30 |                        |    | 16 décembre 2018, 17h30 | 16 décembre 2018, 17h30 |
|  | 14 décembre 2018, 17h30 | 14 décembre 2018, 17h30 |                        |    | 16 décembre 2018, 17h30 | 16 décembre 2018, 17h30 |
|  | Russie                  | 28                      |                        |    | 16 décembre 2018, 17h30 | 16 décembre 2018, 17h30 |
|  | Russie                  | 28                      |                        |    | 16 décembre 2018, 17h30 | 16 décembre 2018, 17h30 |
|  | Roumanie                | 22                      |                        |    | 16 décembre 2018, 17h30 | 16 décembre 2018, 17h30 |
|  | Roumanie                | 22                      | Russie                 | 21 |                         |                         |
|  | 14 décembre 2018, 21h00 |                         | Russie                 | 21 |                         |                         |
|  |                         | France                  | 24                     |    |                         |                         |
|  | Pays-Bas                | France                  | 24                     | 21 |                         |                         |
|  | Pays-Bas                |                         |                        | 21 |                         |                         |
|  | France                  | 27                      |                        |    |                         |                         |
|  | France                  | 27                      | Match pour la 3e place |    |                         |                         |
|  |                         |                         |                        |    |                         |                         |
|  | 16 décembre 2018, 14h30 |                         |                        |    |                         |                         |
|  |                         |                         |                        |    |                         |                         |
|  | Roumanie                | 20                      |                        |    |                         |                         |
|  | Roumanie                | 20                      |                        |    |                         |                         |
|  | Pays-Bas                | 24                      |                        |    |                         |                         |
|  | Pays-Bas                | 24                      |                        |    |                         |                         |

### Match pour la5eplace
| 14 décembre 2018 14h00 | Suède        | 29 - 38   | Norvège       | AccorHotels Arena, Paris Affluence : 8 639 Arbitrage : Năstase, Stancu |
| 14 décembre 2018 14h00 | Lagerquist 7 | (14 - 22) | Kristiansen 6 | AccorHotels Arena, Paris Affluence : 8 639 Arbitrage : Năstase, Stancu |
| 14 décembre 2018 14h00 | ×2 ×0        | Rapport   | ×2 ×1         | AccorHotels Arena, Paris Affluence : 8 639 Arbitrage : Năstase, Stancu |

### Demi-finales
| 14 décembre 2018 17h30 | Russie        | 28 - 22   | Roumanie         | AccorHotels Arena, Paris Affluence : 8 122 Arbitrage : Horváth, Márton |
| 14 décembre 2018 17h30 | Viakhireva 13 | (16 - 15) | Dragut, Pintea 4 | AccorHotels Arena, Paris Affluence : 8 122 Arbitrage : Horváth, Márton |
| 14 décembre 2018 17h30 | ×2            | Rapport   | ×2 ×7            | AccorHotels Arena, Paris Affluence : 8 122 Arbitrage : Horváth, Márton |

| 14 décembre 2018 21h00 | Pays-Bas  | 21 - 27   | France      | AccorHotels Arena, Paris Affluence : 12 463 Arbitrage : García, Marín |
| 14 décembre 2018 21h00 | Abbingh 7 | (11 - 12) | Nze Minko 5 | AccorHotels Arena, Paris Affluence : 12 463 Arbitrage : García, Marín |
| 14 décembre 2018 21h00 | ×2        | Rapport   | ×2 ×3       | AccorHotels Arena, Paris Affluence : 12 463 Arbitrage : García, Marín |

### Match pour la3eplace
| 16 décembre 2018 14h00 | Roumanie        | 20 - 24  | Pays-Bas | AccorHotels Arena, Paris Affluence : 13 145 Arbitrage : Vranes, Wenninger |
| 16 décembre 2018 14h00 | Ardean-Elisei 6 | (8 - 15) | Polman 7 | AccorHotels Arena, Paris Affluence : 13 145 Arbitrage : Vranes, Wenninger |
| 16 décembre 2018 14h00 | ×1 ×2           | Rapport  | ×1       | AccorHotels Arena, Paris Affluence : 13 145 Arbitrage : Vranes, Wenninger |

### Finale
| 16 décembre 2018 17h30 | Russie       | 21 - 24   | France      | AccorHotels Arena, Paris Affluence : 14 000 Arbitrage : Christiansen, Hansen |
| 16 décembre 2018 17h30 | Viakhireva 7 | (12 - 13) | Lacrabère 6 | AccorHotels Arena, Paris Affluence : 14 000 Arbitrage : Christiansen, Hansen |
| 16 décembre 2018 17h30 | ×2 ×3        | Rapport   | ×1 ×2 ×1    | AccorHotels Arena, Paris Affluence : 14 000 Arbitrage : Christiansen, Hansen |

| Russie | France |

| Composition:      |     |    |                           |       |  |
|                   | GB  | 1  | Anna Sedoïkina            | 10/33 |  |
|                   | GB  | 44 | Kira Trusova              | 0/1   |  |
|                   | ALG | 2  | Polina Kouznetsova        | 2/4   |  |
|                   | ARG | 6  | Anna Kochetova            | 0/3   |  |
|                   | DC  | 7  | Daria Dmitrieva           | 5/8   |  |
|                   | ARG | 8  | Anna Sen                  | 3/3   |  |
|                   | ALD | 13 | Anna Viakhireva           | 7/11  |  |
|                   | ALD | 15 | Marina Soudakova          | 0/1   |  |
|                   | ALG | 18 | Daria Samokhina           | 1/2   |  |
|                   | P   | 19 | Ksenia Makeeva            | 1/1   |  |
|                   | DC  | 34 | Elizaveta Malashenko      |       |  |
|                   | ALD | 36 | Iulia Managarova          | 1/1   |  |
|                   | ARG | 39 | Antonina Skorobogatchenko | X     |  |
|                   | P   | 70 | Maïa Petrova              | 1/1   |  |
|                   | DC  | 77 | Iaroslava Frolova         |       |  |
|                   | ARD | 78 | Irina Snopova             |       |  |
| Sélectionneur :   |     |    |                           |       |  |
| Ievgueni Trefilov |     |    |                           |       |  |

| Graphique montrant l'évolution globale du score |                     |       |
| 21/35                                           | Buts marqués        | 24/41 |
| 60%                                             | Réussite aux tirs   | 59%   |
| 5/5                                             | Jets de 7m          | 4/7   |
| 10/34                                           | Arrêts              | 12/33 |
| 29%                                             | Réussite aux arrêts | 36%   |
| 5                                               | Pertes de balle     | 5     |
| 5                                               | Fautes techniques   | 2     |
| 6 min                                           | Suspensions         | 4 min |
| 1                                               | Cartons jaunes      | 2     |
| 0                                               | Cartons rouges      | 1     |

| Composition:      |     |    |                         |      |              |
|                   | GB  | 1  | Laura Glauser           | 4/11 | (0/1 au tir) |
|                   | GB  | 12 | Amandine Leynaud        | 8/21 |              |
|                   | ALD | 4  | Pauline Coatanea        | 1/1  |              |
|                   | ARD | 5  | Camille Ayglon-Saurina  | 2/2  |              |
|                   | DC  | 7  | Allison Pineau          | 2/3  |              |
|                   | P   | 9  | Astride N'Gouan         |      |              |
|                   | DC  | 10 | Grâce Zaadi             | 2/4  |              |
|                   | ALG | 13 | Manon Houette           | 2/2  |              |
|                   | ALG | 17 | Siraba Dembélé Pavlović | 0/3  |              |
|                   | ALD | 20 | Laura Flippes           | 0/2  |              |
|                   | ARG | 21 | Orlane Kanor            | 2/4  |              |
|                   | P   | 24 | Béatrice Edwige         | 2/2  |              |
|                   | P   | 26 | Pauletta Foppa          |      |              |
|                   | DC  | 27 | Estelle Nze Minko       | 4/6  |              |
|                   | ARG | 29 | Gnonsiane Niombla       | 1/2  |              |
|                   | ARD | 64 | Alexandra Lacrabère     | 6/10 |              |
| Sélectionneur :   |     |    |                         |      |              |
| Olivier Krumbholz |     |    |                         |      |              |

| → Légende: ALD: Ailière droite, ALG: Ailière gauche, ARD: Arrière droite, ARG: Arrière gauche, DC: Demi-centre, GB: Gardienne de but, P: Pivot, X: N'a pas joué |

### Vainqueur
| Championne d'Europe 2018 France 1re victoire |

## Classement final
Le classement final est établi selon les critères suivants :
- Place 1 à 4 : selon les résultats de la finale et du match pour la 3e place
- Place 5 et 6 : selon le résultat du match de classement pour la 5e place
- Place 7 à 12 : les 6 dernières équipes du tour principal sont départagées selon le nombre de points marqués puis selon la différence de but dans le tour principal
- Place 13 à 16 : les 4 dernières équipes du tour préliminaire sont départagées selon le nombre de points marqués puis selon la différence de but.

| Rang                       | Équipe       | J | G | N | P | Bp  | Bc  | Diff | Tour              | Qualifications*   |
| -------------------------- | ------------ | - | - | - | - | --- | --- | ---- | ----------------- | ----------------- |
| Médaille d'or, Europe      | France       | 8 | 6 | 1 | 1 | 217 | 181 | +36  | Tour final        | JO 2020           |
| Médaille d'argent, Europe  | Russie       | 8 | 5 | 0 | 3 | 217 | 206 | +11  | Tour final        | Mondial 2019, TQO |
| Médaille de bronze, Europe | Pays-Bas     | 8 | 6 | 0 | 2 | 207 | 196 | +11  | Tour final        | Mondial 2019, TQO |
| 4e                         | Roumanie     | 8 | 4 | 0 | 4 | 213 | 212 | +1   | Tour final        | Mondial 2019      |
| 5e                         | Norvège      | 7 | 5 | 0 | 2 | 224 | 177 | +47  | Tour final        | -                 |
| 6e                         | Suède        | 7 | 3 | 1 | 3 | 191 | 192 | -1   | Tour final        | -                 |
| 7e                         | Hongrie      | 6 | 4 | 0 | 2 | 163 | 164 | -1   | Tour principal    | -                 |
| 8e                         | Danemark     | 6 | 3 | 0 | 3 | 151 | 164 | -13  | Tour principal    | -                 |
| 9e                         | Monténégro   | 6 | 3 | 0 | 3 | 160 | 160 | 0    | Tour principal    | -                 |
| 10e                        | Allemagne    | 6 | 3 | 0 | 3 | 162 | 165 | -3   | Tour principal    | -                 |
| 11e                        | Serbie       | 6 | 2 | 0 | 4 | 164 | 168 | -4   | Tour principal    | -                 |
| 12e                        | Espagne      | 6 | 1 | 0 | 5 | 152 | 167 | -15  | Tour principal    | -                 |
| 13e                        | Slovénie     | 3 | 1 | 0 | 2 | 82  | 93  | -11  | Tour préliminaire | -                 |
| 14e                        | Pologne      | 3 | 0 | 0 | 3 | 69  | 84  | -15  | Tour préliminaire | -                 |
| 15e                        | Rép. tchèque | 3 | 0 | 0 | 3 | 73  | 92  | -19  | Tour préliminaire | -                 |
| 16e                        | Croatie      | 3 | 0 | 0 | 3 | 59  | 83  | -24  | Tour préliminaire | -                 |

* La France étant déjà qualifiée pour le Championnat du monde 2019 en tant que tenante du titre, les trois places qualificatives pour le Mondial sont attribuées aux trois autres demi-finalistes : la Russie, les Pays-Bas et la Roumanie.
La France, championne d'Europe, est de plus qualifiée pour les Jeux olympiques de 2020 à Tokyo. Les deux premières équipes non déjà qualifiées via le Championnat du monde 2019 obtiennent le droit de participer à des tournois de qualifications olympiques.

## Statistiques et récompenses

### Équipe-type
| \| · Leynaud · Mehmedović · Pintea · Martín · Háfra · Oftedal · Stolle Meilleure joueuse : Viakhireva Meilleure défenseure : Dulfer Meilleure marqueuse : Krpež (50 buts) \| |
| Équipe-type du championnat d'Europe 2018 |
| · Leynaud · Mehmedović · Pintea · Martín · Háfra · Oftedal · Stolle Meilleure joueuse : Viakhireva Meilleure défenseure : Dulfer Meilleure marqueuse : Krpež (50 buts)       |

L'équipe-type du tournoi est composée des joueuses suivantes, :
- Meilleure joueuse :  Anna Viakhireva
- Meilleure gardienne de but :  Amandine Leynaud
- Meilleure ailière droite :  Carmen Martín
- Meilleure arrière droite :  Alicia Stolle
- Meilleure demi-centre :  Stine Bredal Oftedal
- Meilleure pivot :  Crina Pintea
- Meilleure arrière gauche :  Noémi Háfra
- Meilleure ailière gauche :  Majda Mehmedović
- Meilleure défenseure :  Kelly Dulfer

### Statistiques collectives
- Meilleure attaque :  Norvège (32 buts par match)
- Moins bonne attaque :  Croatie (19,7 buts par match)
- Meilleure défense :  France (22,6 buts par match)
- Moins bonne défense :  Slovénie (31 buts par match)
- Plus grand nombre de buts inscrits sur un match :  Suède (39 buts contre la Russie)
- Plus petit nombre de buts inscrits sur un match :  Pays-Bas (16 buts contre la Norvège)
- Moyenne de buts par match : 53,28 buts (soit 26,64 buts par équipe)

### Statistiques individuelles
| Rang | Joueuse              | Équipe     | Total | Total | Total  | Jets de 7 m | Jets de 7 m | Jets de 7 m | Champs | Champs | Champs | MJ | Moy. |
| Rang | Joueuse              | Équipe     | Buts  | Tirs  | %      | Buts        | Tirs        | %           | Buts   | Tirs   | %      | MJ | Moy. |
| ---- | -------------------- | ---------- | ----- | ----- | ------ | ----------- | ----------- | ----------- | ------ | ------ | ------ | -- | ---- |
| 1    | Katarina Krpež       | Serbie     | 50    | 70    | 71,4 % | 23          | 25          | 92,0 %      | 27     | 45     | 60 %   | 6  | 8,3  |
| 2    | Eliza Buceschi       | Roumanie   | 45    | 67    | 67,2 % | 18          | 22          | 81,8 %      | 27     | 45     | 60,0 % | 8  | 5,6  |
| 3    | Cristina Neagu       | Roumanie   | 44    | 82    | 53,7 % | 7           | 11          | 63,6 %      | 37     | 71     | 52,1 % | 6  | 7,3  |
| 4    | Anna Viakhireva      | Russie     | 43    | 66    | 65,2 % | 14          | 15          | 93,3 %      | 29     | 51     | 56,9 % | 8  | 5,4  |
| 5    | Estelle Nze Minko    | France     | 38    | 46    | 82,6 % | 0           | 0           | - %         | 38     | 46     | 82,6 % | 8  | 4,8  |
| 6    | Estavana Polman      | Pays-Bas   | 36    | 73    | 49,3 % | 2           | 4           | 50,0 %      | 34     | 69     | 49,3 % | 8  | 4,5  |
| 7    | Nathalie Hagman      | Suède      | 35    | 50    | 70,0 % | 15          | 17          | 88,2 %      | 20     | 33     | 60,6 % | 7  | 5,0  |
| 7    | Jovanka Radičević    | Monténégro | 35    | 51    | 68,6 % | 6           | 7           | 85,7 %      | 29     | 44     | 65,9 % | 6  | 5,8  |
| 9    | Đurđina Jauković     | Monténégro | 34    | 61    | 55,7 % | 7           | 10          | 70,0 %      | 27     | 51     | 52,9 % | 6  | 5,7  |
| 10   | Stine Bredal Oftedal | Norvège    | 33    | 55    | 60,0 % | 4           | 7           | 57,1 %      | 29     | 48     | 60,4 % | 7  | 4,7  |
| 10   | Crina Pintea         | Roumanie   | 33    | 52    | 63,5 % | 0           | 0           | - %         | 33     | 52     | 63,5 % | 8  | 4,1  |

| Rang | Joueuse             | Équipe   | %      | Arrêts | Tirs | MJ | Moy. |
| ---- | ------------------- | -------- | ------ | ------ | ---- | -- | ---- |
| 1    | Silje Solberg       | Norvège  | 40,2 % | 45     | 112  | 7  | 6,4  |
| 2    | Amandine Leynaud    | France   | 36,4 % | 60     | 165  | 8  | 7,5  |
| 3    | Laura Glauser       | France   | 36,0 % | 41     | 114  | 8  | 5,1  |
| 4    | Katrine Lunde       | Norvège  | 35,6 % | 57     | 160  | 7  | 8,1  |
| 5    | Maja Vojnović (en)  | Slovénie | 34,6 % | 9      | 26   | 3  | 3,0  |
| 6    | Filippa Idéhn       | Suède    | 33,2 % | 61     | 184  | 7  | 8,7  |
| 7    | Blanka Bíró         | Hongrie  | 33,1 % | 45     | 136  | 6  | 7,5  |
| 8    | Tess Wester         | Pays-Bas | 32,8 % | 78     | 238  | 8  | 9,7  |
| 9    | Iulia Dumanska (en) | Roumanie | 32,4 % | 48     | 148  | 8  | 6    |
| 10   | Anna Sedoïkina      | Russie   | 32,1 % | 68     | 212  | 8  | 8,5  |

## Effectifs des équipes sur le podium

### Championne d'Europe:France
L'effectif de l'équipe de France, championne d'Europe, est :
- Laura Glauser
- Amandine Leynaud
- Pauline Coatanea
- Camille Ayglon-Saurina
- Allison Pineau
- Astride N'Gouan
- Grâce Zaadi
- Manon Houette
- Kalidiatou Niakaté
- Siraba Dembélé-Pavlović
- Laura Flippes
- Orlane Kanor
- Béatrice Edwige
- Pauletta Foppa
- Estelle Nze Minko
- Gnonsiane Niombla
- Alexandra Lacrabère

Entraîneur :
  Olivier Krumbholz

### Vice-championne d'Europe:Russie
L'effectif de l'équipe de Russie, vice-championne d'Europe, est :
- Anna Sedoïkina
- Kira Trusova
- Polina Kouznetsova
- Anna Kochetova
- Daria Dmitrieva
- Anna Sen
- Anna Viakhireva
- Marina Soudakova
- Daria Samokhina
- Ksenia Makeeva
- Elizaveta Malashenko
- Ioulia Managarova
- Antonina Skorobogatchenko
- Maïa Petrova
- Iaroslava Frolova
- Irina Snopova

Entraîneur :
 Ievgueni Trefilov

### Troisième:Pays-Bas
L'effectif de l'équipe des Pays-Bas, médaille de bronze, est :
- Jessy Kramer
- Laura van der Heijden
- Debbie Bont
- Lois Abbingh
- Lynn Knippenborg
- Delaila Amega
- Maura Visser
- Nycke Groot
- Kelly Dulfer
- Merel Freriks
- Inger Smits
- Martine Smeets
- Charris Rozemalen
- Angela Malestein
- Dione Housheer
- Rinka Duijndam
- Tess Wester
- Estavana Polman

Entraîneur :
 Helle Thomsen